# 圣吉勒 (芒什省)
圣吉勒（法語：Saint-Gilles，法語發音：[sɛ̃ ʒil]）是法国芒什省的一个市镇，属于圣洛区。

## 地理
圣吉勒（49°6'17"N, 1°10'32"W）面积7.84 平方千米，位于法国诺曼底大区芒什省，该省份为法国西北部沿海省份，西、北、东北三面环大西洋，东起顺时针与卡爾瓦多斯省、奧恩省、马耶讷省和伊勒-维莱讷省接壤。
与圣吉勒接壤的市镇（或旧市镇、城区）包括：卡尼西、阿尼欧、泰尔瓦勒、基布、圣洛。

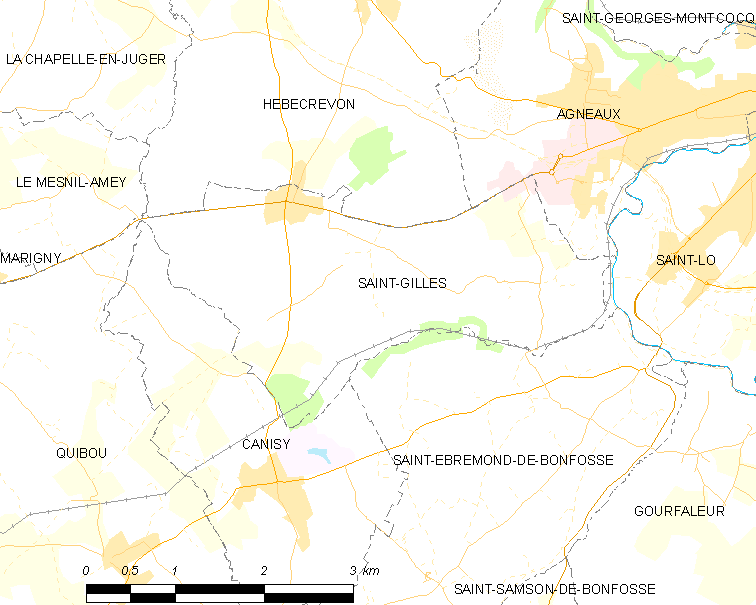
的OSM定位图

圣吉勒的时区为UTC+01:00、UTC+02:00（夏令时）。

## 行政
圣吉勒的邮政编码为50180，INSEE市镇编码为50483。

## 政治
圣吉勒所属的省级选区为圣洛第一县。

## 人口

1962-2008年间人口变化图示

圣吉勒于2022年1月1日时的人口数量为987人。